# Prezydenci Singapuru
Prezydenci Singapuru – lista prezydentów Singapuru od 9 sierpnia 1965 roku od ogłoszenia przez kraj niepodległości w ramach brytyjskiej Wspólnoty Narodów.
Pierwszym prezydentem kraju był Encik Yusof bin Ishak, pełniący już od 1959 roku funkcję Głowy Państwa. Obecnym prezydentem jest od 14 września 2023 Tharman Shanmugaratnam.
Dwóch prezydentów – Yusof bin Ishak i Benjamin Henry Sheares – zmarło podczas pełnienia funkcji prezydenta.

## Chronologiczna lista
| Osoba | Osoba   | Osoba                                   | Kadencja             | Kadencja             |
| Nr    | Portret | Imię i nazwisko                         | Od                   | Do                   |
| ----- | ------- | --------------------------------------- | -------------------- | -------------------- |
| 1     |         | Encik Yusof bin Ishak (1910–1970)       | 9 sierpnia 1965      | 23 listopada 1970    |
| -     |         | Yeoh Ghim Seng (1918-1993) (tymczasowo) | 23 listopada 1970    | 2 stycznia 1971      |
| 2     |         | Benjamin Henry Sheares (1907–1981)      | 2 stycznia 1971      | 12 maja 1981         |
| -     |         | Yeoh Ghim Seng (1918–1993)              | 12 maja 1981         | 23 października 1981 |
| 3     |         | Devan Nair (1923–2005)                  | 23 października 1981 | 28 marca 1985        |
| -     |         | Wee Chong Jin (1917–2005)               | 28 marca 1985        | 29 marca 1985        |
| -     |         | Yeoh Ghim Seng (1918–1993)              | 29 marca 1985        | 2 września 1985      |
| 4     |         | Wee Kim Wee (1915–2005)                 | 2 września 1985      | 1 września 1993      |
| 5     |         | Ong Teng Cheong (1936–2002)             | 1 września 1993      | 31 sierpnia 1999     |
| 6     |         | S.R. Nathan (1924–2016)                 | 1 września 1999      | 31 sierpnia 2011     |
| 7     |         | Tony Tan Keng Yam (1940-)               | 1 września 2011      | 1 września 2017      |
| -     |         | J.Y. Pillay (1934) (tymczasowo)         | 1 września 2017      | 14 września 2017     |
| 8     |         | Halimah Yacob (1954-)                   | 14 września 2017     | 14 września 2023     |
| 9     |         | Tharman Shanmugaratnam (1957-)          | 14 września 2023     | nadal                |